# Sige belizensis
Sige belizensis är en ringmaskart som beskrevs av Eibye-Jacobsen 1992. Sige belizensis ingår i släktet Sige och familjen Phyllodocidae. Inga underarter finns listade i Catalogue of Life.